# Okuda Eisen
Okuda Eisen est un nom japonais traditionnel ; le nom de famille (ou le nom d'école), Okuda, précède donc le prénom (ou le nom d'artiste).
Okuda Eisen (奥田穎川, 27 avril 1753 – 17 juin 1811) est un potier japonais de l'époque d'Edo.
Né à Kyoto, probablement petit-fils d'immigrants chinois, Eizen est adopté dans la famille Okuda de prêteurs sur gages. Bien qu'il ait hérité de l'entreprise familiale, à 35 ans il consacre son attention à la poterie amateur et dans les années 1780, il produit des copies de porcelaine émaillée de la fin de l'époque Ming. Il réalise également des kochi (céramique polychrome), des sometsuke (glaçure cobalt ou bleu-et-blanc) et des ko akae (ancienne céramique rouge) comme ustensiles pour la cérémonie du thé et pour boire le sencha (thé vert). Parmi ses  disciples figurent Aoki Mokubei, Kinkodo Kamesuke (1764-1837) et Nin'ami Dohachi (1783-1855).

## Source de la traduction
- (en) Cet article est partiellement ou en totalité issu de l’article de Wikipédia en anglais intitulé « Okuda Eisen » (voir la liste des auteurs).